# Patrick Evenepoel
Patrick Evenepoel (* 20. August 1968 in Etterbeek) ist ein ehemaliger belgischer Radrennfahrer.
Patrick Evenepoel gewann als Amateursportler 1991 das Eintagesrennen Seraing-Aachen-Seraing und fuhr zum Saisonende als Stagiaire beim Radsportteam Histor-Sigma. Im Jahr 1992 wurde er Profisportler bei Collstrop. Im letzten Jahr seiner Profikarriere, 1993, gewann er den Grand Prix de Wallonie und bestritt mit der Vuelta a España seine einzige Grand Tour, die er als 113. beendete.
Patrick Evenepoel ist der Vater und Manager von Remco Evenepoel, der ebenfalls Radrennfahrer ist.

## Erfolge
1987
- Gesamtwertung Grand Prix Général Patton

1991
- Seraing-Aachen-Seraing

1993
- Grand Prix de Wallonie